# 伊納瓜國家公園
伊納瓜國家公園（英語：Inagua National Park）是巴哈馬的國家公園，位於大伊納瓜島，面積890平方公里，始建於1965年，1997年被指定為具有國際重要性的濕地，是觀鳥天堂。该公园也是巴哈马的第一处列入世界遗产预备名单的公园。